# François Guillaume (Belgisch politicus)
François Guillaume (Elsene, 15 februari 1936 - 7 mei 2018) was een Belgisch politicus van de PS. Hij was onder meer parlementslid en minister.

## Levensloop
Beroepshalve werkte hij als redacteur en analyticus bij de Kamer van volksvertegenwoordigers.
Guillaume werd namens de toenmalige PSB verkozen tot gemeenteraadslid van Evere, waar hij van 1965 tot 1970 schepen van Onderwijs, Cultuur en Sport en van 1970 tot 1998 burgemeester was.
Van 1971 tot 1977 was hij provincieraadslid van Brabant. Vervolgens was hij tussen 1977 en 1995 parlementslid: van 1977 tot 1978 en van 1981 tot 1985 zetelde hij in de Kamer van volksvertegenwoordigers en van 1978 tot 1981 en van 1985 tot 1995 als rechtstreeks gekozen senator in de Belgische Senaat.
Van 1989 tot 1992 was hij in de Franse Gemeenschapsregering minister van Sociale Aangelegenheden en Gezondheid.